# Dick de Jongh
Dick Herman Jacobus de Jongh (Enschede, 19 ottobre 1939) è un logico e matematico olandese e professore all'Università di Amsterdam.

## Biografia
Nel 1968 conseguì il dottorato presso l'Università del Wisconsin-Madison con una dissertazione intitolata Investigations on the Intuitionistic Propositional Calculus (Indagini sul calcolo intuizionistico proposizionale), supervisionata da Stephen Kleene.
De Jongh è noto principalmente per le sue opere sulla teoria della dimostrazione, la logica dimostrativa e la logica intuizionistica.
È membro di un gruppo di logici che si firma collettivamente con lo pseudonimo di L. T. F. Gamut.
In occasione del suo pensionamento nel 1994, l'Istituto per la Logica, il Linguaggio e il Calcolo dell'Università di Amsterdam pubblicò un
festschrift in suo onore.